# 二十涌站
二十涌站为广州地铁18号线南延段（南珠中城际）建设中的车站，位于中国广东省广州市南沙區万顷沙镇，坐落于二十涌与二十一涌之间。

## 车站结构
本站为地下两层侧式站台站，车站外包总长440.2米，标准段宽为24.3-29.8米，底板埋深约23米。本站是中国大陆首个在海滨滩涂淤泥里建设的地下城际铁路车站，也是18号线南延段最大的车站。
本站东侧设有交叉渡线，可供列车折返。
| 地下一层 | 站廳     | 售票機、客服中心、商店、警務室、安檢設施 |          |          |
| 地下二层 | 侧式站台 | 侧式站台                                 | 侧式站台 | 侧式站台 |
|          | 站台     | █18号线 兴中方向（下站：香山）           |          |          |
|          | 站台     | █18号线 花城街方向（下站：十三涌）       |          |          |
|          | 侧式站台 |                                          |          |          |

## 历史
本站在规划之初并无设立。在2022年规划初期原计划设置十六涌站，即在万环西路与十六涌的交界道路设立站点，周边规划有恒大国际旅游城，并规划了31和38号线在本站进行换乘。
不过到了2023年初，因万顷沙南部兴建大型城市综合体需要，广州地铁方面重新发布社会稳定性分析报告，原先出现在环评中的十六涌被取消规划，并在二十涌与万顷沙支线万顷沙服务区的交界位置新设立二十涌站。2023年2月的环评中，车站再南移至二十涌与二十一涌之间，并落实兴建。本站原规划两台四线车站:94，后取消越行线，仅设两台两线。
本站于2023年10月完成地下连续墙封闭，2024年7月东部基坑封顶，2025年5月实现主体结构封顶。

## 利用状况
本站周边目前有深中通道南沙线和大湾区文化体育中心；后者未来将举办大型国际赛事与演唱会，用以提升南沙在粤港澳大湾区的影响力。

## 事故
车站所在地为滩涂地，所处地层存在淤泥层和厚砂层，具有含水量高、抗剪强度低等特点，导致车站地连墙施工时经常发生缩孔、塌槽等现象。
2024年3月5日凌晨，二十涌站浇筑底板混凝土时，基坑发生局部塌陷，面积约227.5平方米，所幸未造成人员伤亡。